# Vorstrondpunt (tramhalte)
Vorstrondpunt (Frans: Rond-point du Souverain) is een tram- en bushalte van de Brusselse vervoersmaatschappij MIVB, gelegen in de gemeente Oudergem.

## Geschiedenis
De halte Vorstrondpunt werd tot en met 13 maart 2011 bediend door buslijn 42, dat van Transvaal tot Viaduct E40 reed. Met de verlenging van tramlijn 94 van Herrmann-Debroux tot Trammuseum op 14 maart 2011 werd dit trajectdeel overgenomen en buslijn 42 beperkt tot Trammuseum. Sinds 29 september 2018 bedienen de trams de halte niet meer als halte van de voormalige tramlijn 94 maar als onderdeel van de verlengde tramlijn 8.

## Situering
Beide tramsporen en perrons zijn gelegen op de Vorstlaan ter hoogte van de Wahalaan aan beide zijden van de rijen bomen. Bij de bouw van de trambeddingen werd telkens de derde rijstrook van de autoweg opgeofferd ten voordele van de tram. Hierdoor bevinden de wachthokjes en perrons zich op de middenberm. Richting Trammuseum stopt tram 94 net na de verkeerslichten ter hoogte van het Vorstrondpunt, in de richting van Herrmann-Debroux is dat net voor de lichten.
Hoewel buslijn 34 volgens de netplannen de halte Vorstrondpunt niet bedient, toch worden 1 op de 2 bussen overdag beperkt tot Oudergem-Shopping en verlengd tot Vorstrondpunt waar een eindpunt en wachtzone voorzien is. In de avond zijn dit zelfs alle doortochten van buslijn 34, waardoor het trajectdeel Oudergem-Shopping — Sint-Anna niet bediend wordt.

## Overige
Op de halteaankondigingsschermen in de trams wordt de naam van de halte in het Frans verkort naar "R-P du Souverain". Ook bedienen schoolbussen van de Vlaamse vervoersmaatschappij De Lijn de halte Vorstrondpunt, hoewel deze "Oudergem Atheneum" noemt.

## Afbeeldingen

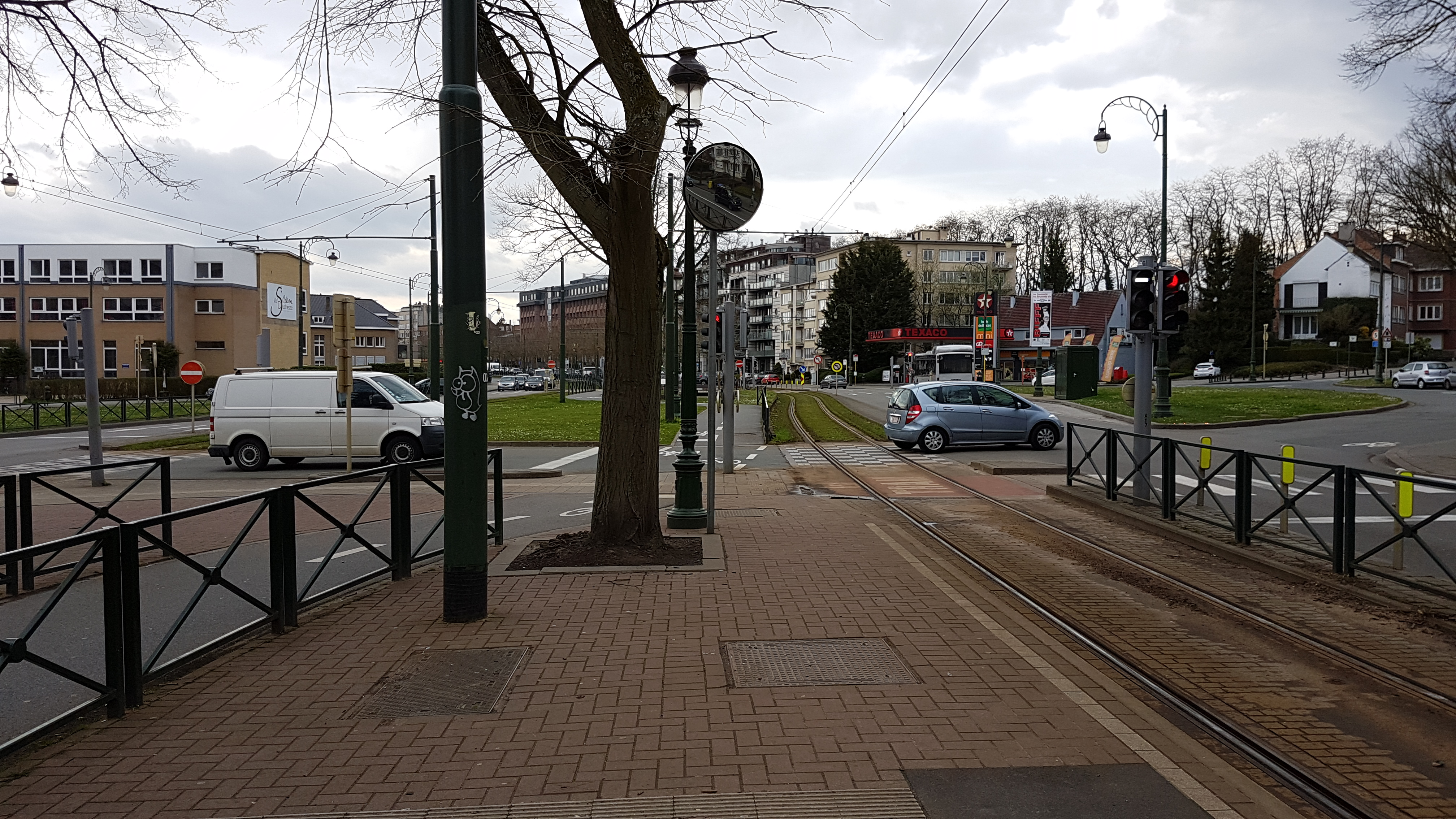
Rondpunt gezien vanop het perron van de tramhalte (2018)

Louiza · 
Stefania · 
Defacqz · 
Baljuw · 
Vleurgat · 
Abdij · 
Legrand · 
Ter Kameren-Ster · 
Buyl · 
Johanna · 
ULB · 
Solbos · 
Marie-José · 
Brazilië · 
Boondaal Station · 
Renbaan van Bosvoorde · 
Lieveheersbeestjes · 
Bosvoorde Station · 
Delleur · 
Wiener · 
Valkerij · 
Tenreuken · 
Seny-park · 
Herrmann-Debroux · 
Oudergem-Shopping · 
Vorstrondpunt · 
Empain · 
Trammuseum · 
Bronnenpark · 
Voot · 
Woluwe Shopping · 
Roodebeek